# Campionati europei di atletica leggera 1934
I I campionati europei di atletica leggera si sono tenuti a Torino, in Italia, dal 7 al 9 giugno 1934 allo stadio Municipale Benito Mussolini con gare esclusivamente maschili.

## Nazioni partecipanti
Tra parentesi, il numero di atleti partecipanti per nazione.
- Austria (6)
- Belgio (3)
- Bulgaria (2)
- Cecoslovacchia (13)
- Danimarca (2)
- Estonia (7)

- Finlandia (20)
- Francia (18)
- Germania (27)
- Grecia (2)
- Ungheria (17)
- Italia (41)

- Jugoslavia (4)
- RSS Lettone (6)
- Lituania (3)
- Lussemburgo (4)
- Paesi Bassi (8)
- Norvegia (4)

- Polonia (5)
- Portogallo (1)
- Romania (1)
- Svezia (18)
- Svizzera (11)

## Risultati
| Specialità | Oro                                                                     | Prestazione | Argento                                                            | Prestazione | Bronzo                                                                  | Prestazione |
| Corse piane |                                                                         |             |                                                                    |             |                                                                         |             |
| 100 metri (dettagli) | Chris Berger Paesi Bassi                                                | 10"6        | Erich Borchmeyer Germania                                          | 10"7        | József Sir Ungheria                                                     | 10"7        |
| 200 metri (dettagli) | Chris Berger Paesi Bassi                                                | 21"5        | József Sir Ungheria                                                | 21"5        | Tinus Osendarp Paesi Bassi                                              | 21"6        |
| 400 metri (dettagli) | Adolf Metzner Germania                                                  | 47"9        | Pierre Skawinski Francia                                           | 48"0        | Bertil von Wachenfeldt Svezia                                           | 48"0        |
| 800 metri (dettagli) | Miklós Szabó Ungheria                                                   | 1'52"0      | Mario Lanzi Italia                                                 | 1'52"0      | Wolfgang Dessecker Germania                                             | 1'52"2      |
| 1500 metri (dettagli) | Luigi Beccali Italia                                                    | 3'54"6      | Miklós Szabó Ungheria                                              | 3'55"2      | Roger Normand Francia                                                   | 3'57"0      |
| 5000 metri (dettagli) | Roger Rochard Francia                                                   | 14'36"8     | Janusz Kusociński Polonia                                          | 14'41"2     | Ilmari Salminen Finlandia                                               | 14'43"6     |
| 10000 metri (dettagli) | Ilmari Salminen Finlandia                                               | 31'02"6     | Arvo Askola Finlandia                                              | 31'03"3     | Henry Nielsen Danimarca                                                 | 31'27"4     |
| Corse a ostacoli |                                                                         |             |                                                                    |             |                                                                         |             |
| 110 metri ostacoli (dettagli) | József Kovács Ungheria                                                  | 14"8        | Erwin Wagner Germania                                              | 14"9        | Holger Albrechtsen Norvegia                                             | 15"0        |
| 400 metri ostacoli (dettagli) | Hans Scheele Germania                                                   | 53"2        | Akilles Järvinen Finlandia                                         | 53"7        | Christos Mantikas Grecia                                                | 54"9        |
| Prove su strada |                                                                         |             |                                                                    |             |                                                                         |             |
| Maratona (dettagli) | Armas Toivonen Finlandia                                                | 2h52'29"    | Thore Enochsson Svezia                                             | 2h54'36"    | Aurelio Genghini Italia                                                 | 2h55'04"    |
| Marcia 50 km (dettagli) | Jānis Daliņš RSS Lettone                                                | 4h49'53"    | Arthur Schwab Svizzera                                             | 4h53'09     | Ettore Rivolta Italia                                                   | 4h54'06"    |
| Salti |                                                                         |             |                                                                    |             |                                                                         |             |
| Salto in alto (dettagli) | Kalevi Kotkas Finlandia                                                 | 2,00 m      | Birger Halvorsen Norvegia                                          | 1,97 m      | Veikko Peräsalo Finlandia                                               | 1,97 m      |
| Salto con l'asta (dettagli) | Gustav Wegner Germania                                                  | 4,00 m      | Bo Ljungberg Svezia                                                | 4,00 m      | John Lindroth Finlandia                                                 | 3,90 m      |
| Salto in lungo (dettagli) | Wilhelm Leichum Germania                                                | 7,45 m      | Otto Berg Norvegia                                                 | 7,31 m      | Luz Long Germania                                                       | 7,25 m      |
| Salto triplo (dettagli) | Willem Peters Paesi Bassi                                               | 14,89 m     | Eric Svensson Svezia                                               | 14,83 m     | Onni Rajasaari Finlandia                                                | 14,74 m     |
| Lanci |                                                                         |             |                                                                    |             |                                                                         |             |
| Getto del peso (dettagli) | Arnold Viiding Estonia                                                  | 15,19 m     | Risto Kuntsi Finlandia                                             | 15,19 m     | František Douda Cecoslovacchia                                          | 15,18 m     |
| Lancio del disco (dettagli) | Harald Andersson Svezia                                                 | 50,38 m     | Paul Winter Francia                                                | 47,09 m     | István Donogán Ungheria                                                 | 45,91 m     |
| Lancio del giavellotto (dettagli) | Matti Järvinen Finlandia                                                | 76,66 m     | Matti Sippala Finlandia                                            | 69,67 m     | Gustav Sule Estonia                                                     | 69,31 m     |
| Lancio del martello (dettagli) | Ville Pörhölä Finlandia                                                 | 50,34 m     | Fernando Vandelli Italia                                           | 48,69 m     | Gunnar Jansson Svezia                                                   | 47,85 m     |
| Prove multiple |                                                                         |             |                                                                    |             |                                                                         |             |
| Decathlon (dettagli) | Hans-Heinrich Sievert Germania                                          | 6.858 p.    | Leif Dahlgren Svezia                                               | 6.666 p.    | Jerzy Pławczyk Polonia                                                  | 6.399 p.    |
| Staffette |                                                                         |             |                                                                    |             |                                                                         |             |
| 4×100 metri (dettagli) | Germania Egon Schein Erwin Gillmeister Gerd Hornberger Erich Borchmeyer | 41"0        | Ungheria László Forgács József Kovács József Sir Gyula Gyenes      | 41"4        | Paesi Bassi Tinus Osendarp Tjeerd Boersma Robert Jansen Chris Berger    | 41"6        |
| 4×400 metri (dettagli) | Germania Helmut Hamann Hans Scheele Harry Voigt Adolf Metzner           | 3'14"1      | Francia Robert Paul Serge Guillez Raymond Boisset Pierre Skawinski | 3'15"6      | Svezia Sven Strömberg Pelle Pihl Gustaf Eriksson Bertil von Wachenfeldt | 3'16"6      |
| record mondiale; record mondiale stagionale; record europeo; record europeo stagionale; record dei campionati; record nazionale; record personale; record personale stagionale. |                                                                         |             |                                                                    |             |                                                                         |             |

## Medagliere
Legenda
     Paese ospitante
| Posizione | Paese          | Oro | Argento | Bronzo | Totale |
| --------- | -------------- | --- | ------- | ------ | ------ |
| 1         | Germania       | 7   | 2       | 2      | 11     |
| 2         | Finlandia      | 5   | 4       | 4      | 13     |
| 3         | Paesi Bassi    | 3   | 0       | 2      | 5      |
| 4         | Ungheria       | 2   | 3       | 2      | 7      |
| 5         | Svezia         | 1   | 4       | 3      | 8      |
| 6         | Francia        | 1   | 3       | 1      | 5      |
| 7         | Italia         | 1   | 2       | 2      | 5      |
| 8         | Estonia        | 1   | 0       | 1      | 2      |
| 9         | RSS Lettone    | 1   | 0       | 0      | 1      |
| 10        | Norvegia       | 0   | 2       | 1      | 3      |
| 11        | Polonia        | 0   | 1       | 1      | 2      |
| 12        | Svizzera       | 0   | 1       | 0      | 1      |
| 13        | Cecoslovacchia | 0   | 0       | 1      | 1      |
| 13        | Danimarca      | 0   | 0       | 1      | 1      |
| 13        | Grecia         | 0   | 0       | 1      | 1      |
| Totale    | Totale         | 22  | 22      | 22     | 66     |